# Asao (Kawasaki)
Asao (jap. 麻生区 Asao-ku) – jedna z 7 dzielnic Kawasaki, miasta w prefekturze Kanagawa, w Japonii.
Dzielnica została założona 1 lipca 1982 roku. Położona jest w północno-zachodniej części miasta. Graniczy z dzielnicami Tama, Miyamae, Aoba, a także miastami Machida, Tama i Inagi. Na terenie dzielnicy znajdują się prywatne uczelnie Den-en Chofu University i Showa Academia Musicae oraz siedziba firmy Sigma Corporation.